# Паул Кодря
Паул Кодря (рум. Paul Codrea, нар. 4 квітня 1981, Тімішоара) — румунський футболіст, що грав на позиції півзахисника. По завершенні ігрової кар'єри — тренер. З 2019 року очолює тренерський штаб команди «КСК Гірода ші Джармата Вії».
Виступав, зокрема, за клуб «Сієна», а також національну збірну Румунії.

## Клубна кар'єра
Народився 4 квітня 1981 року в місті Тімішоара. Вихованець футбольної школи клубу «Політехніка» (Тімішоара).
У дорослому футболі дебютував 1996 року виступами за команду «Динамо» (Бухарест), у якій провів один сезон, взявши участь у 3 матчах чемпіонату. 
Згодом з 1997 по 2006 рік грав у складі команд «Тімішоара», «Арджеш», «Дженоа», «Палермо», «Перуджа», «Торіно» та «Палермо».
Своєю грою за останню команду привернув увагу представників тренерського штабу клубу «Сієна», до складу якого приєднався 2006 року. Відіграв за клуб зі Сьєни наступні п'ять сезонів своєї ігрової кар'єри. Більшість часу, проведеного у складі «Сієни», був основним гравцем команди.
Протягом 2011—2013 років захищав кольори клубів «Барі», «Сієна» та «Рапід» (Бухарест).
Завершив ігрову кар'єру у команді «Політехніка» (Тімішоара), за яку виступав протягом 2013 року.

## Виступи за збірну
У 2000 році дебютував в офіційних матчах у складі національної збірної Румунії.
У складі збірної був учасником чемпіонату Європи 2008 року в Австрії та Швейцарії.
Загалом протягом кар'єри в національній команді, яка тривала 11 років, провів у її формі 44 матчі, забивши 1 гол.

## Кар'єра тренера
Розпочав тренерську кар'єру відразу ж по завершенні кар'єри гравця, 2013 року, очоливши тренерський штаб клубу «Політехніка» (Тімішоара), де пропрацював з 2013 по 2014 рік.
Протягом тренерської кар'єри також очолював команди «Акс Гірода», «Ріпенсія Тімішоара» та «КСК Гірода ші Джармата Вії».
З 2019 року очолює тренерський штаб команди «КСК Гірода ші Джармата Вії».
| Дата       | Місто         | Господарі            | Результат | Гості                | Турнір             | Голи | Примітки |
| ---------- | ------------- | -------------------- | --------- | -------------------- | ------------------ | ---- | -------- |
| 15-11-2000 | Бухарест      | Румунія              | 2 – 1     | Югославія            | товариський матч   | -    | 78'      |
| 5-12-2000  | Аннаба        | Алжир                | 3 – 2     | Румунія              | товариський матч   | -    |          |
| 8-12-2000  | Аннаба        | Алжир                | 2 – 3     | Румунія              | товариський матч   | -    |          |
| 28-2-2001  | Нікосія       | Литва                | 0 – 3     | Румунія              | Torneo di Cipro    | 1    | 46'      |
| 24-3-2001  | Бухарест      | Румунія              | 0 – 2     | Італія               | Відбір до ЧС 2002  | -    |          |
| 28-3-2001  | Тбілісі       | Грузія               | 0 – 2     | Румунія              | Відбір до ЧС 2002  | -    |          |
| 25-4-2001  | Плоєшті       | Румунія              | 0 – 0     | Словаччина           | товариський матч   | -    | 46'      |
| 2-6-2001   | Бухарест      | Румунія              | 2 – 0     | Угорщина             | Відбір до ЧС 2002  | -    |          |
| 6-6-2001   | Каунас        | Литва                | 1 – 2     | Румунія              | Відбір до ЧС 2002  | -    | 90'      |
| 27-3-2002  | Констанца     | Румунія              | 4 – 1     | Україна              | товариський матч   | -    | 77'      |
| 17-4-2002  | Бидгощ        | Польща               | 1 – 2     | Румунія              | товариський матч   | -    |          |
| 21-8-2002  | Констанца     | Румунія              | 0 – 1     | Греція               | товариський матч   | -    | 84'      |
| 7-9-2002   | Сараєво       | Боснія і Герцеговина | 0 – 3     | Румунія              | Відбір до ЧЄ 2004  | -    | 85'      |
| 12-10-2002 | Бухарест      | Румунія              | 0 – 1     | Норвегія             | Відбір до ЧЄ 2004  | -    |          |
| 16-10-2002 | Люксембург    | Люксембург           | 0 – 7     | Словаччина           | Відбір до ЧЄ 2004  | -    | 36'      |
| 29-3-2003  | Бухарест      | Румунія              | 2 – 5     | Данія                | Відбір до ЧЄ 2004  | -    | 70'      |
| 7-6-2003   | Крайова       | Румунія              | 2 – 0     | Боснія і Герцеговина | Відбір до ЧЄ 2004  | -    | 65'      |
| 11-10-2003 | Бухарест      | Румунія              | 1 – 1     | Японія               | товариський матч   | -    | 75' 89'  |
| 9-10-2004  | Прага         | Чехія                | 1 – 0     | Румунія              | Відбір до ЧС 2006  | -    |          |
| 2-9-2005   | Констанца     | Румунія              | 2 – 0     | Чехія                | Відбір до ЧС 2006  | -    | 71'      |
| 16-8-2006  | Констанца     | Румунія              | 2 – 0     | Кіпр                 | товариський матч   | -    |          |
| 2-9-2006   | Констанца     | Румунія              | 2 – 2     | Болгарія             | Відбір до ЧЄ 2008  | -    | 60'      |
| 6-9-2006   | Тирана        | Албанія              | 0 – 2     | Румунія              | Відбір до ЧЄ 2008  | -    |          |
| 7-2-2007   | Бухарест      | Румунія              | 2 – 0     | Молдова              | товариський матч   | -    | 46'      |
| 24-3-2007  | Роттердам     | Нідерланди           | 0 – O     | Румунія              | Відбір до ЧЄ 2008  | -    | 83' 87'  |
| 2-6-2007   | Целє (місто)  | Словенія             | 1 – 2     | Румунія              | Відбір до ЧЄ 2008  | -    |          |
| 6-6-2007   | Тімішоара     | Румунія              | 2 – 0     | Словенія             | Відбір до ЧЄ 2008  | -    | 79'      |
| 22-8-2007  | Бухарест      | Румунія              | 2 – 0     | Туреччина            | товариський матч   | -    | 66'      |
| 8-9-2007   | Мінськ        | Білорусь             | 1 – 3     | Румунія              | Відбір до ЧЄ 2008  | -    | 56' 90'  |
| 12-9-2007  | Кельн         | Німеччина            | 3 – 1     | Румунія              | товариський матч   | -    | 62'      |
| 13-10-2007 | Констанца     | Румунія              | 1 – 0     | Нідерланди           | Відбір до ЧЄ 2008  | -    | 90+2'    |
| 17-11-2007 | Софія (місто) | Болгарія             | 1 – 0     | Румунія              | Відбір до ЧЄ 2008  | -    | 49' 82'  |
| 31-5-2008  | Бухарест      | Румунія              | 4 – 0     | Чорногорія           | товариський матч   | -    | 46'      |
| 9-6-2008   | Цюрих         | Румунія              | 0 – 0     | Франція              | ЧЄ 2008 - 1-й етап | -    | 64'      |
| 13-6-2008  | Цюрих         | Румунія              | 1 – 1     | Італія               | ЧЄ 2008 - 1-й етап | -    |          |
| 17-6-2008  | Берн          | Нідерланди           | 2 – 0     | Румунія              | ЧЄ 2008 - 1-й етап | -    | 72'      |
| 10-9-2008  | Торсгавн      | Фарерські острови    | 0 – 1     | Румунія              | Відбір до ЧС 2010  | -    |          |
| 11-2-2009  | Бухарест      | Румунія              | 1 – 2     | Хорватія             | товариський матч   | -    | 71'      |
| 28-3-2009  | Констанца     | Румунія              | 2 – 3     | Сербія               | Відбір до ЧС 2010  | -    | 46'      |
| 12-8-2009  | Будапешт      | Угорщина             | 0 – 1     | Румунія              | товариський матч   | -    | 59'      |
| 5-9-2009   | Сен-Дені      | Франція              | 1 – 1     | Румунія              | Відбір до ЧС 2010  | -    | 86'      |
| 9-9-2009   | Бухарест      | Румунія              | 1 – 1     | Австрія              | товариський матч   | -    | 71'      |
| 14-11-2009 | Варшава       | Польща               | 0 – 1     | Румунія              | товариський матч   | -    | 24' 52'  |
| 3-3-2010   | Тімішоара     | Румунія              | 0 – 2     | Ізраїль              | товариський матч   | -    | 72'      |
| Усього     |               | Матчів               | 44        |                      | Голів              | 1    |          |